# Chumpi (distrito)
Chumpi é um distrito do peru, departamento de Ayacucho, localizada na província de Parinacochas.

## Transporte
O distrito de Chumpi é servido pela seguinte rodovia:
- PE-32, que liga o distrito de Chaparra (Região de Arequipa) à cidade de Puquio (Região de Ayacucho)
- AY-115, que liga a cidade de Coracora ao distrito de Sancos